# سانتا ماریا (شیلی)
سانتا ماریا (به اسپانیایی: Santa María) یک شهرستان در شیلی است که در سن فلیپه د آکونکاگوآ واقع شده‌است. سانتا ماریا ۱۶۶٫۳ کیلومتر مربع مساحت و ۱۴٬۴۵۲ نفر جمعیت دارد و ۶۹۹ متر بالاتر از سطح دریا واقع شده‌است.